# Pierz (Minnesota)
Pierz – miasto w Stanach Zjednoczonych, w stanie Minnesota, w hrabstwie Morrison.